# 세가 사미 홀딩스
세가 사미 홀딩스 주식회사(일본어: セガサミーホールディングス株式会社 세가사미호루데인구스 가부시키가이샤[*])는 다국적 대기업 파치슬로, 파칭코, 게임 제작사인 사미와 비디오 게임 제작사인 세가 그룹, 두 기업 계열사의 지주회사이다.

## 상세
2003년 12월 사미가 세가 (지금의 세가 게임스)를 인수 및 경영통합하면서 2004년 10월 1일에 설립되었다. 도쿄 증권거래소 제1부 상장기업 (증권 코드: 6460)이기도 하다. 2005년 8월 31일에는 세가사미 경식야구부를 창단해 지금까지 이어지고 있으며, 과거에는 육상팀과 스노보드팀도 있었으나 2008년 3월 31일부토 폐단하였다.
2012년 대한민국의 파라다이스 그룹과 합작회사 '파라다이스 세가사미'를 설립하고, 2017년에는 인천 영종도 인천국제공항 부근에 통합 리조트 '파라다이스 시티'를 개업해 운영하고 있다.
2014년 5월부터는 그룹 내 구조개혁을 진행하고 있다. 2015년 4월에는 세가사미 그룹 개편으로 자회사 중에서 세가 게임스 (세가에서 상호 변경), 세가 인터렉티브 (세가에서 아케이드 게임 등을 개발 제조 및 판매하는 부서를 분할 설립), 세가 토이즈, TMS 엔터테인먼트, 마자 애니메이션 플래닛, 사미 네트웍스 등의 각 회사는 기존의 세가에서 분할 설립되어 세가 홀딩스를 중간지주로 삼게 되었다. 동시에 세가 홀딩스의 계열사는 세가 사미 홀딩스의 손자 계열사가 된 것이다. 또한 사미 네트웍스는 2016년 4월부로 세가 홀딩스가 아닌 사미의 자회사가 되었다. 2015년 9월부터는 오락 기업의 구조조정이 시작되었는데, 주로 2012년 3분기부터 4분기 연속 적자를 기록했던 타이요 엘렉이 대상이 되었다. 이에 따라 타이요 엘렉에서는 희망퇴직 신청을 받는가 하면 세토 시에 자리한 공장을 폐쇄하고 생산라인을 사미 가와고에 공장으로 옮겼다.
2018년 가을부터는 도쿄의 히가시신바시 (세가사미 홀딩스), 이케부쿠로 (사미), 히가시시나가와 (세가홀딩스, 세가 게임스 등), 롯폰기 (사미 네트웍스 등), 산겐자야 (아틀라스 등)에 분산됐던 계열사들을 니시시나가와 1번가 재개발 사업구역의 사무동으로 종합 이전할 계획이다.
2023년 봄에 핀란드에 게임회사 로비오 엔터테인먼트에 주주가 되었다.

## 주요 계열사

### 일본 내

#### 엔터테인먼트 기업
세가그룹 계열사가 대부분으로, 세가 홀딩스를 중간 지주회사로 삼고 있다.
- 세가 게임스
- 세가 인터랙티브
- TMS 엔터테인먼트
  - 마자 애니메이션 플래닛
- 세가 토이즈
- 세가 엔터테인먼트

#### 오락 기업
- 사미
  - 타이요 엘렉
  - 로데오
  - 긴자
  - 사미 네트웍스

#### 리조트 기업
- 피닉스 리조트
- 세가 사미 골프 엔터테인먼트

#### 기타
- JMS 유나이티드
  - 웨이브마스터
  - 제이넥스트
- 사미 디지털 시큐리티
- 온유

### 해외
- 세가 홀딩스 USA (Sega Holdings U.S.A., Inc.)
- 세가 어뮤즈먼트 USA (Sega Amusements U.S.A., Inc.)
- 세가 게임웍스 USA (Sega GameWorks U.S.A., Inc.)
- 세가 아메리카 (Sega of America, Inc.)
- 세가 퍼블리싱 아메리카 (Sega Publishing America,Inc.)
- 세가 홀딩스 유럽 (Sega Holdings Europe Ltd.)
- 세가 유럽 (Sega Europe Ltd.)
- 세가 어뮤즈먼트 인터내셔널 (Sega Amusements International Ltd.)
- 세가 오스트레일리아 (Sega Australia Pty Ltd.)
- 세가 베네룩스 (Sega Benelux B.V.)
- 세가 프랑스 (Sega France S.A.S.)
- 세가 독일 (Sega Germany G.m.b.H)
- 세가 컨슈머 프로덕츠 (Sega Consumer Products S.A.)
- 세가 퍼블리싱 유럽 (Sega Publishing Europe Ltd.)
- 스포츠 인터랙티브 (Sports Interactive Ltd.)
- 크리에이티브 어셈블리 인터내셔널 (The Creative Assembly International Ltd.)
- 크리에이티브 어셈블리 (The Creative Assembly Ltd.)
- 세가 상하이 소프트웨어 유한공사 (Sega (Shanghai) Software Co., Ltd.)
- 상하이 신세계 세가 엔터테인먼트 유한회사 (上海新世界世嘉遊芸有限公司)
- 세가 (상하이) 전자기계 상무 유한공사 (世嘉（上海）電子機械商貿有限公司)
- 세가 퍼블리싱 코리아 (Sega Publishing Korea Ltd.)
- 파라다이스 세가사미 (Paradise Sega Sammy Co.,Ltd.)
- 세가 어뮤즈먼트 타이완 (Sega Amusements Taiwan Ltd.)
- 세가 토이즈 홍콩 (SEGA TOYS (HK) CO., LTD.)
- TMS 뮤직 UK (TMS MUSIC (UK) LTD.)
- TMS 뮤직 홍콩 (TMS MUSIC (HK) LTD.)
- 아틀러스 USA (Atlus U.S.A., Inc.)
- 로비오 엔터테인먼트 (Rovio Entertainment Oyj)